# Нуаду Фін Файл
Нуаду Фін Файл — (ірл. — Nuadu Finn Fáil) — Нуаду Каменя Долі (Файл, Фаль — Камінь Долі, який кричав, коли до нього торкалась людина, якій судилось стати верховним королем Ірландії. Це ж слово означає «доля» — поетична назва Ірландії). Верховний король Ірландії (за середньовічною ірландською історичною традицією). Час правління: 755—735 до н. е. (згідно з «Історією Ірландії» Джеффрі Кітінга) або 1002—962 до н. е. згідно з хронікою Чотирьох Майстрів. Син Гіалхада. Прийшов до влади вбивши свого попередника — Арта Імлеха, який був вбивцею його батька (звичай кровної помсти). Різні джерела наводять різний час його правління: шістдесят, сорок чи двадцять років. Був вбитий Бресом Рі (ірл. — Bres Rí) — сином Арта Імлеха. «Книга захоплень Ірландії» синхронізує його правління з часом правління царя Мідії Кіаксара (625—585 до н. е.).
Нащадки: син — Аедан Глас (ірл. — Áedan Glas), онук — Сіомон Брекк мак Аедан (ірл. — Siomón Brecc mac Aedan), правнук — Муйредах Болграх мак Сіомон (ірл. — Muiredach Bolgrach mac Siomon).